# Li Shanshan (ginnasta)
Li Shanshan (李珊珊S, Lǐ ShānshānP; Huangshi, 22 febbraio 1992) è una ginnasta cinese, vincitrice della medaglia d'oro olimpica nel concorso a squadre ai Giochi di Pechino 2008.

## Palmarès
- Giochi olimpici estivi

Pechino 2008: oro nel concorso a squadre.
- Campionati mondiali di ginnastica artistica

2007 - Stoccarda: argento nel concorso a squadre e nella trave.